# Gerygone insularis
Gerygone insularis là một loài chim trong họ Acanthizidae.